# Nissan Pao
Der Nissan Pao ist ein Modell der japanischen Automobilmarke Nissan, der auf Basis des Nissan Be-1 konstruiert und auf derselben Plattform des Nissan March bzw. Nissan Micra (PK10G) gebaut wurde. Auffallend ist das konsequente Retrodesign. Die Vorstellung als Studie erfolgte 1987 auf der Automesse in Tokio, Produktionsbeginn war im Januar 1989. Bis 1991 wurden ca. 10.000 Pao gebaut. Kaufen konnte man ihn für ca. 10.000 USD. Der Pao wurde offiziell nur in Japan verkauft. Ein ähnliches Konzept verfolgten der Nissan Figaro und der Nissan S-Cargo.

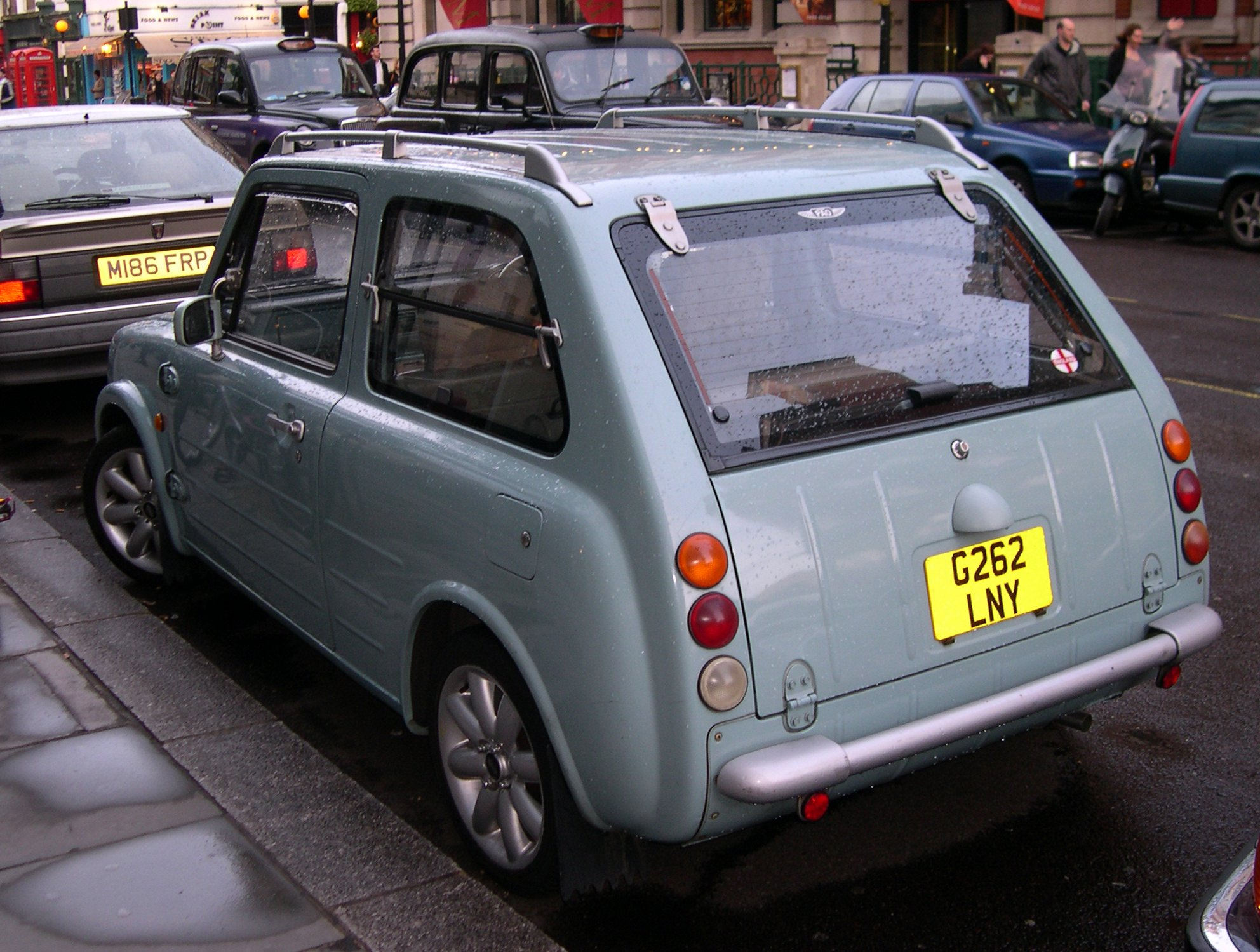
Heckansicht

## Motor
Angetrieben wurde der Pao von einem Vierzylinder-Motor mit 52 PS (38 kW) und einem Hubraum von 988 cm³, dessen Antriebskraft entweder über ein Fünfgang-Schaltgetriebe oder ein Dreigang-Automatikgetriebe auf die Vorderräder übertragen wurde. Die Höchstgeschwindigkeit lag bei ca. 140 km/h.

## Ausstattung
Der Pao hatte eine umklappbare Rücksitzbank. Sonstige Extras waren unter anderem ein Radio und die serienmäßige Servolenkung. Auffallend waren die vier lieferbaren Lackierungen: Terracotta, Elfenbein (Gold), Olivgrau und Wasserblau.